# Germagno
Germagno is een gemeente in de Italiaanse provincie Verbano-Cusio-Ossola (regio Piëmont) en telt 205 inwoners (31-12-2004). De oppervlakte bedraagt 2,9 km², de bevolkingsdichtheid is 71 inwoners per km².

## Demografie
Germagno telt ongeveer 79 huishoudens. Het aantal inwoners steeg in de periode 1991-2001 met 2,5% volgens cijfers uit de tienjaarlijkse volkstellingen van ISTAT.
| Jaar | Inwoneraantal |
| ---- | ------------- |
| 1991 | 199           |
| 2001 | 204           |

## Geografie
Germagno grenst aan de volgende gemeenten: Casale Corte Cerro, Loreglia, Omegna, Quarna Sopra.